# Agyneta breviceps
Agyneta breviceps är en spindelart som beskrevs av Heikki Hippa och Oksala 1985. Agyneta breviceps ingår i släktet Agyneta och familjen täckvävarspindlar.
Artens utbredningsområde är Finland. Enligt den finländska rödlistan är arten otillräckligt studerad i Finland. Artens livsmiljö är myrar. Inga underarter finns listade i Catalogue of Life.